# Blennioidei
Die Blennioidei sind küstennah lebende Meeresfische aus der Gruppe der Barschverwandten (Percomorphaceae). Zwei Familien der Blennioidei, die Schleimfische (Blenniidae) und Dreiflossen-Schleimfische (Tripterygiidae), sind in allen Weltmeeren verbreitet, die Klippfische (Clinidae) kommen vor allem in gemäßigt temperierten Regionen vor, und drei Familien, die Beschuppten Schleimfische (Labrisomidae), Hechtschleimfische (Chaenopsidae) und Sandsterngucker (Dactyloscopidae), leben vor allem an den Küsten der Neotropis.

## Merkmale
Die Blennioidei sind meist kleine, schlanke Fische mit seitlich abgeflachtem Körper, der nicht oder nur unvollständig beschuppt ist. Ihre Haut weist eine hohe Dichte von Schleim produzierenden Zellen auf. Die meisten Arten haben nur ein unvollständiges Seitenlinienorgan. Die Bauchflossen sind fadenförmig und sitzen weit vorn vor der Brustflossenbasis, manchmal fehlen sie auch. Sie werden ausschließlich von einem eingebetteten Stachel und zwei bis vier einfachen Weichstrahlen gestützt. Die Rückenflosse ist lang, der hart- und der weichstrahlige Teil sind zusammengewachsen. Die Afterflosse hat weniger als drei (0 bis 2) Stachelstrahlen oder ausschließlich Weichstrahlen. Die Anzahl der Branchiostegalstrahlen beträgt für gewöhnlich sechs. Auf jeder Kopfseite befinden sich zwei Nasenlöcher (mit Ausnahme einiger Enchelyurus-Arten). Bei vielen Arten befinden sich auf dem Kopf, genauer im Nacken, über den Augen, an den Nasenlöchern oder am Rand der Sinnesporen Zirren.

## Lebensweise
Fast alle Arten der Blennioidei leben im Meer, meist küstennah im Flachwasser an Fels- oder Korallenriffen. Sie fressen allerlei kleine Wirbellose. Einige Arten sind Nahrungsspezialisten und fressen Korallenpolypen oder Algen. Viele Arten sind sehr territorial.

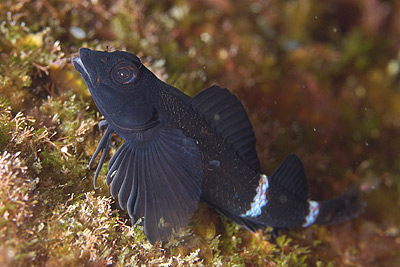
Enneapterygius etheostomus

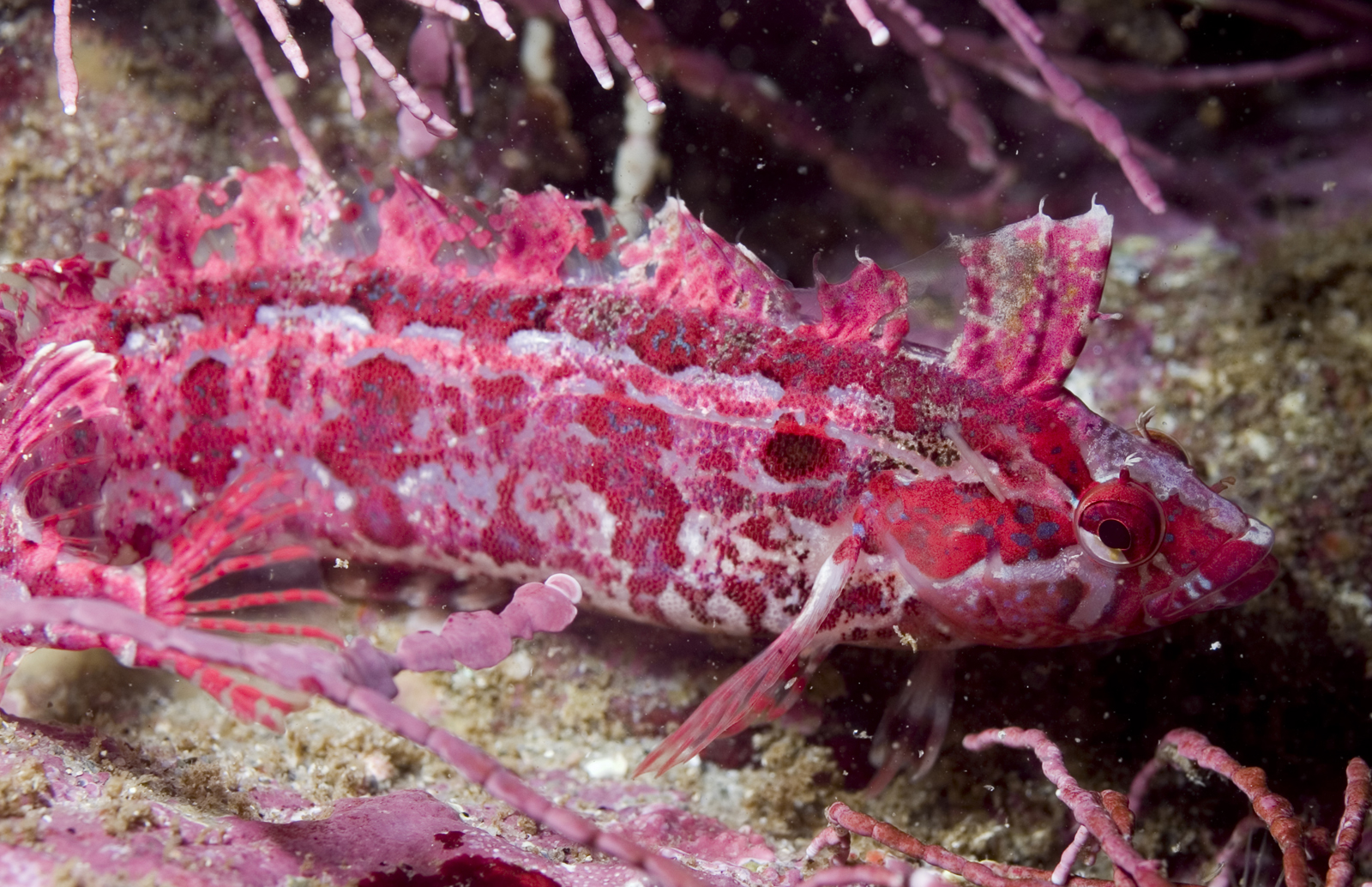
Gibbonsia montereyensis

## Systematik
Es gibt sechs Familien mit 151 Gattungen und fast 900 Arten. Das folgende Kladogramm zeigt die verwandtschaftlichen Beziehungen aller zu den Blennioidei gehörenden Taxa und die verwandten Schildfische als Außengruppe:
|  | Beschuppte Schleimfische (Labrisomidae)                                                                 |
|  | |
|  | \| \| Hechtschleimfische (Chaenopsidae) \| \| \| \| \| \| Sandsterngucker (Dactyloscopidae) \| \| \| \| |
|  | |
|  | Hechtschleimfische (Chaenopsidae)                                                                       |
|  | |
|  | Sandsterngucker (Dactyloscopidae)                                                                       |
|  | |

|  | Hechtschleimfische (Chaenopsidae) |
|  |                                   |
|  | Sandsterngucker (Dactyloscopidae) |
|  |                                   |

|  | Beschuppte Schleimfische (Labrisomidae)                                                                 |
|  | |
|  | \| \| Hechtschleimfische (Chaenopsidae) \| \| \| \| \| \| Sandsterngucker (Dactyloscopidae) \| \| \| \| |
|  | |
|  | Hechtschleimfische (Chaenopsidae)                                                                       |
|  | |
|  | Sandsterngucker (Dactyloscopidae)                                                                       |
|  | |

|  | Hechtschleimfische (Chaenopsidae) |
|  |                                   |
|  | Sandsterngucker (Dactyloscopidae) |
|  |                                   |

|  | Beschuppte Schleimfische (Labrisomidae)                                                                 |
|  | |
|  | \| \| Hechtschleimfische (Chaenopsidae) \| \| \| \| \| \| Sandsterngucker (Dactyloscopidae) \| \| \| \| |
|  | |
|  | Hechtschleimfische (Chaenopsidae)                                                                       |
|  | |
|  | Sandsterngucker (Dactyloscopidae)                                                                       |
|  | |

|  | Hechtschleimfische (Chaenopsidae) |
|  |                                   |
|  | Sandsterngucker (Dactyloscopidae) |
|  |                                   |

|  | Beschuppte Schleimfische (Labrisomidae)                                                                 |
|  | |
|  | \| \| Hechtschleimfische (Chaenopsidae) \| \| \| \| \| \| Sandsterngucker (Dactyloscopidae) \| \| \| \| |
|  | |
|  | Hechtschleimfische (Chaenopsidae)                                                                       |
|  | |
|  | Sandsterngucker (Dactyloscopidae)                                                                       |
|  | |

|  | Hechtschleimfische (Chaenopsidae) |
|  |                                   |
|  | Sandsterngucker (Dactyloscopidae) |
|  |                                   |

|  | Beschuppte Schleimfische (Labrisomidae)                                                                 |
|  | |
|  | \| \| Hechtschleimfische (Chaenopsidae) \| \| \| \| \| \| Sandsterngucker (Dactyloscopidae) \| \| \| \| |
|  | |
|  | Hechtschleimfische (Chaenopsidae)                                                                       |
|  | |
|  | Sandsterngucker (Dactyloscopidae)                                                                       |
|  | |

|  | Hechtschleimfische (Chaenopsidae) |
|  |                                   |
|  | Sandsterngucker (Dactyloscopidae) |
|  |                                   |

|  | Beschuppte Schleimfische (Labrisomidae)                                                                 |
|  | |
|  | \| \| Hechtschleimfische (Chaenopsidae) \| \| \| \| \| \| Sandsterngucker (Dactyloscopidae) \| \| \| \| |
|  | |
|  | Hechtschleimfische (Chaenopsidae)                                                                       |
|  | |
|  | Sandsterngucker (Dactyloscopidae)                                                                       |
|  | |

|  | Hechtschleimfische (Chaenopsidae) |
|  |                                   |
|  | Sandsterngucker (Dactyloscopidae) |
|  |                                   |

|  | Beschuppte Schleimfische (Labrisomidae)                                                                 |
|  | |
|  | \| \| Hechtschleimfische (Chaenopsidae) \| \| \| \| \| \| Sandsterngucker (Dactyloscopidae) \| \| \| \| |
|  | |
|  | Hechtschleimfische (Chaenopsidae)                                                                       |
|  | |
|  | Sandsterngucker (Dactyloscopidae)                                                                       |
|  | |

|  | Hechtschleimfische (Chaenopsidae) |
|  |                                   |
|  | Sandsterngucker (Dactyloscopidae) |
|  |                                   |

|  | Beschuppte Schleimfische (Labrisomidae)                                                                 |
|  | |
|  | \| \| Hechtschleimfische (Chaenopsidae) \| \| \| \| \| \| Sandsterngucker (Dactyloscopidae) \| \| \| \| |
|  | |
|  | Hechtschleimfische (Chaenopsidae)                                                                       |
|  | |
|  | Sandsterngucker (Dactyloscopidae)                                                                       |
|  | |

|  | Hechtschleimfische (Chaenopsidae) |
|  |                                   |
|  | Sandsterngucker (Dactyloscopidae) |
|  |                                   |

|  | Beschuppte Schleimfische (Labrisomidae)                                                                 |
|  | |
|  | \| \| Hechtschleimfische (Chaenopsidae) \| \| \| \| \| \| Sandsterngucker (Dactyloscopidae) \| \| \| \| |
|  | |
|  | Hechtschleimfische (Chaenopsidae)                                                                       |
|  | |
|  | Sandsterngucker (Dactyloscopidae)                                                                       |
|  | |

|  | Hechtschleimfische (Chaenopsidae) |
|  |                                   |
|  | Sandsterngucker (Dactyloscopidae) |
|  |                                   |

|  | Beschuppte Schleimfische (Labrisomidae)                                                                 |
|  | |
|  | \| \| Hechtschleimfische (Chaenopsidae) \| \| \| \| \| \| Sandsterngucker (Dactyloscopidae) \| \| \| \| |
|  | |
|  | Hechtschleimfische (Chaenopsidae)                                                                       |
|  | |
|  | Sandsterngucker (Dactyloscopidae)                                                                       |
|  | |

|  | Hechtschleimfische (Chaenopsidae) |
|  |                                   |
|  | Sandsterngucker (Dactyloscopidae) |
|  |                                   |

|  | Beschuppte Schleimfische (Labrisomidae)                                                                 |
|  | |
|  | \| \| Hechtschleimfische (Chaenopsidae) \| \| \| \| \| \| Sandsterngucker (Dactyloscopidae) \| \| \| \| |
|  | |
|  | Hechtschleimfische (Chaenopsidae)                                                                       |
|  | |
|  | Sandsterngucker (Dactyloscopidae)                                                                       |
|  | |

|  | Hechtschleimfische (Chaenopsidae) |
|  |                                   |
|  | Sandsterngucker (Dactyloscopidae) |
|  |                                   |

|  | Beschuppte Schleimfische (Labrisomidae)                                                                 |
|  | |
|  | \| \| Hechtschleimfische (Chaenopsidae) \| \| \| \| \| \| Sandsterngucker (Dactyloscopidae) \| \| \| \| |
|  | |
|  | Hechtschleimfische (Chaenopsidae)                                                                       |
|  | |
|  | Sandsterngucker (Dactyloscopidae)                                                                       |
|  | |

|  | Hechtschleimfische (Chaenopsidae) |
|  |                                   |
|  | Sandsterngucker (Dactyloscopidae) |
|  |                                   |

|  | Beschuppte Schleimfische (Labrisomidae)                                                                 |
|  | |
|  | \| \| Hechtschleimfische (Chaenopsidae) \| \| \| \| \| \| Sandsterngucker (Dactyloscopidae) \| \| \| \| |
|  | |
|  | Hechtschleimfische (Chaenopsidae)                                                                       |
|  | |
|  | Sandsterngucker (Dactyloscopidae)                                                                       |
|  | |

|  | Hechtschleimfische (Chaenopsidae) |
|  |                                   |
|  | Sandsterngucker (Dactyloscopidae) |
|  |                                   |

|  | Beschuppte Schleimfische (Labrisomidae)                                                                 |
|  | |
|  | \| \| Hechtschleimfische (Chaenopsidae) \| \| \| \| \| \| Sandsterngucker (Dactyloscopidae) \| \| \| \| |
|  | |
|  | Hechtschleimfische (Chaenopsidae)                                                                       |
|  | |
|  | Sandsterngucker (Dactyloscopidae)                                                                       |
|  | |

|  | Hechtschleimfische (Chaenopsidae) |
|  |                                   |
|  | Sandsterngucker (Dactyloscopidae) |
|  |                                   |

|  | Beschuppte Schleimfische (Labrisomidae)                                                                 |
|  | |
|  | \| \| Hechtschleimfische (Chaenopsidae) \| \| \| \| \| \| Sandsterngucker (Dactyloscopidae) \| \| \| \| |
|  | |
|  | Hechtschleimfische (Chaenopsidae)                                                                       |
|  | |
|  | Sandsterngucker (Dactyloscopidae)                                                                       |
|  | |

|  | Hechtschleimfische (Chaenopsidae) |
|  |                                   |
|  | Sandsterngucker (Dactyloscopidae) |
|  |                                   |

|  | Beschuppte Schleimfische (Labrisomidae)                                                                 |
|  | |
|  | \| \| Hechtschleimfische (Chaenopsidae) \| \| \| \| \| \| Sandsterngucker (Dactyloscopidae) \| \| \| \| |
|  | |
|  | Hechtschleimfische (Chaenopsidae)                                                                       |
|  | |
|  | Sandsterngucker (Dactyloscopidae)                                                                       |
|  | |

|  | Hechtschleimfische (Chaenopsidae) |
|  |                                   |
|  | Sandsterngucker (Dactyloscopidae) |
|  |                                   |

|  | Beschuppte Schleimfische (Labrisomidae)                                                                 |
|  | |
|  | \| \| Hechtschleimfische (Chaenopsidae) \| \| \| \| \| \| Sandsterngucker (Dactyloscopidae) \| \| \| \| |
|  | |
|  | Hechtschleimfische (Chaenopsidae)                                                                       |
|  | |
|  | Sandsterngucker (Dactyloscopidae)                                                                       |
|  | |

|  | Hechtschleimfische (Chaenopsidae) |
|  |                                   |
|  | Sandsterngucker (Dactyloscopidae) |
|  |                                   |

|  | Beschuppte Schleimfische (Labrisomidae)                                                                 |
|  | |
|  | \| \| Hechtschleimfische (Chaenopsidae) \| \| \| \| \| \| Sandsterngucker (Dactyloscopidae) \| \| \| \| |
|  | |
|  | Hechtschleimfische (Chaenopsidae)                                                                       |
|  | |
|  | Sandsterngucker (Dactyloscopidae)                                                                       |
|  | |

|  | Hechtschleimfische (Chaenopsidae) |
|  |                                   |
|  | Sandsterngucker (Dactyloscopidae) |
|  |                                   |

|  | Beschuppte Schleimfische (Labrisomidae)                                                                 |
|  | |
|  | \| \| Hechtschleimfische (Chaenopsidae) \| \| \| \| \| \| Sandsterngucker (Dactyloscopidae) \| \| \| \| |
|  | |
|  | Hechtschleimfische (Chaenopsidae)                                                                       |
|  | |
|  | Sandsterngucker (Dactyloscopidae)                                                                       |
|  | |

|  | Hechtschleimfische (Chaenopsidae) |
|  |                                   |
|  | Sandsterngucker (Dactyloscopidae) |
|  |                                   |

|  | Beschuppte Schleimfische (Labrisomidae)                                                                 |
|  | |
|  | \| \| Hechtschleimfische (Chaenopsidae) \| \| \| \| \| \| Sandsterngucker (Dactyloscopidae) \| \| \| \| |
|  | |
|  | Hechtschleimfische (Chaenopsidae)                                                                       |
|  | |
|  | Sandsterngucker (Dactyloscopidae)                                                                       |
|  | |

|  | Hechtschleimfische (Chaenopsidae) |
|  |                                   |
|  | Sandsterngucker (Dactyloscopidae) |
|  |                                   |

|  | Beschuppte Schleimfische (Labrisomidae)                                                                 |
|  | |
|  | \| \| Hechtschleimfische (Chaenopsidae) \| \| \| \| \| \| Sandsterngucker (Dactyloscopidae) \| \| \| \| |
|  | |
|  | Hechtschleimfische (Chaenopsidae)                                                                       |
|  | |
|  | Sandsterngucker (Dactyloscopidae)                                                                       |
|  | |

|  | Hechtschleimfische (Chaenopsidae) |
|  |                                   |
|  | Sandsterngucker (Dactyloscopidae) |
|  |                                   |

|  | Beschuppte Schleimfische (Labrisomidae)                                                                 |
|  | |
|  | \| \| Hechtschleimfische (Chaenopsidae) \| \| \| \| \| \| Sandsterngucker (Dactyloscopidae) \| \| \| \| |
|  | |
|  | Hechtschleimfische (Chaenopsidae)                                                                       |
|  | |
|  | Sandsterngucker (Dactyloscopidae)                                                                       |
|  | |

|  | Hechtschleimfische (Chaenopsidae) |
|  |                                   |
|  | Sandsterngucker (Dactyloscopidae) |
|  |                                   |

|  | Beschuppte Schleimfische (Labrisomidae)                                                                 |
|  | |
|  | \| \| Hechtschleimfische (Chaenopsidae) \| \| \| \| \| \| Sandsterngucker (Dactyloscopidae) \| \| \| \| |
|  | |
|  | Hechtschleimfische (Chaenopsidae)                                                                       |
|  | |
|  | Sandsterngucker (Dactyloscopidae)                                                                       |
|  | |

|  | Hechtschleimfische (Chaenopsidae) |
|  |                                   |
|  | Sandsterngucker (Dactyloscopidae) |
|  |                                   |

|  | Beschuppte Schleimfische (Labrisomidae)                                                                 |
|  | |
|  | \| \| Hechtschleimfische (Chaenopsidae) \| \| \| \| \| \| Sandsterngucker (Dactyloscopidae) \| \| \| \| |
|  | |
|  | Hechtschleimfische (Chaenopsidae)                                                                       |
|  | |
|  | Sandsterngucker (Dactyloscopidae)                                                                       |
|  | |

|  | Hechtschleimfische (Chaenopsidae) |
|  |                                   |
|  | Sandsterngucker (Dactyloscopidae) |
|  |                                   |

|  | Beschuppte Schleimfische (Labrisomidae)                                                                 |
|  | |
|  | \| \| Hechtschleimfische (Chaenopsidae) \| \| \| \| \| \| Sandsterngucker (Dactyloscopidae) \| \| \| \| |
|  | |
|  | Hechtschleimfische (Chaenopsidae)                                                                       |
|  | |
|  | Sandsterngucker (Dactyloscopidae)                                                                       |
|  | |

|  | Hechtschleimfische (Chaenopsidae) |
|  |                                   |
|  | Sandsterngucker (Dactyloscopidae) |
|  |                                   |

|  | Beschuppte Schleimfische (Labrisomidae)                                                                 |
|  | |
|  | \| \| Hechtschleimfische (Chaenopsidae) \| \| \| \| \| \| Sandsterngucker (Dactyloscopidae) \| \| \| \| |
|  | |
|  | Hechtschleimfische (Chaenopsidae)                                                                       |
|  | |
|  | Sandsterngucker (Dactyloscopidae)                                                                       |
|  | |

|  | Hechtschleimfische (Chaenopsidae) |
|  |                                   |
|  | Sandsterngucker (Dactyloscopidae) |
|  |                                   |

|  | Beschuppte Schleimfische (Labrisomidae)                                                                 |
|  | |
|  | \| \| Hechtschleimfische (Chaenopsidae) \| \| \| \| \| \| Sandsterngucker (Dactyloscopidae) \| \| \| \| |
|  | |
|  | Hechtschleimfische (Chaenopsidae)                                                                       |
|  | |
|  | Sandsterngucker (Dactyloscopidae)                                                                       |
|  | |

|  | Hechtschleimfische (Chaenopsidae) |
|  |                                   |
|  | Sandsterngucker (Dactyloscopidae) |
|  |                                   |

|  | Beschuppte Schleimfische (Labrisomidae)                                                                 |
|  | |
|  | \| \| Hechtschleimfische (Chaenopsidae) \| \| \| \| \| \| Sandsterngucker (Dactyloscopidae) \| \| \| \| |
|  | |
|  | Hechtschleimfische (Chaenopsidae)                                                                       |
|  | |
|  | Sandsterngucker (Dactyloscopidae)                                                                       |
|  | |

|  | Hechtschleimfische (Chaenopsidae) |
|  |                                   |
|  | Sandsterngucker (Dactyloscopidae) |
|  |                                   |

|  | Beschuppte Schleimfische (Labrisomidae)                                                                 |
|  | |
|  | \| \| Hechtschleimfische (Chaenopsidae) \| \| \| \| \| \| Sandsterngucker (Dactyloscopidae) \| \| \| \| |
|  | |
|  | Hechtschleimfische (Chaenopsidae)                                                                       |
|  | |
|  | Sandsterngucker (Dactyloscopidae)                                                                       |
|  | |

|  | Hechtschleimfische (Chaenopsidae) |
|  |                                   |
|  | Sandsterngucker (Dactyloscopidae) |
|  |                                   |

|  | Beschuppte Schleimfische (Labrisomidae)                                                                 |
|  | |
|  | \| \| Hechtschleimfische (Chaenopsidae) \| \| \| \| \| \| Sandsterngucker (Dactyloscopidae) \| \| \| \| |
|  | |
|  | Hechtschleimfische (Chaenopsidae)                                                                       |
|  | |
|  | Sandsterngucker (Dactyloscopidae)                                                                       |
|  | |

|  | Hechtschleimfische (Chaenopsidae) |
|  |                                   |
|  | Sandsterngucker (Dactyloscopidae) |
|  |                                   |

|  | Beschuppte Schleimfische (Labrisomidae)                                                                 |
|  | |
|  | \| \| Hechtschleimfische (Chaenopsidae) \| \| \| \| \| \| Sandsterngucker (Dactyloscopidae) \| \| \| \| |
|  | |
|  | Hechtschleimfische (Chaenopsidae)                                                                       |
|  | |
|  | Sandsterngucker (Dactyloscopidae)                                                                       |
|  | |

|  | Hechtschleimfische (Chaenopsidae) |
|  |                                   |
|  | Sandsterngucker (Dactyloscopidae) |
|  |                                   |

|  | Beschuppte Schleimfische (Labrisomidae)                                                                 |
|  | |
|  | \| \| Hechtschleimfische (Chaenopsidae) \| \| \| \| \| \| Sandsterngucker (Dactyloscopidae) \| \| \| \| |
|  | |
|  | Hechtschleimfische (Chaenopsidae)                                                                       |
|  | |
|  | Sandsterngucker (Dactyloscopidae)                                                                       |
|  | |

|  | Hechtschleimfische (Chaenopsidae) |
|  |                                   |
|  | Sandsterngucker (Dactyloscopidae) |
|  |                                   |

|  | Beschuppte Schleimfische (Labrisomidae)                                                                 |
|  | |
|  | \| \| Hechtschleimfische (Chaenopsidae) \| \| \| \| \| \| Sandsterngucker (Dactyloscopidae) \| \| \| \| |
|  | |
|  | Hechtschleimfische (Chaenopsidae)                                                                       |
|  | |
|  | Sandsterngucker (Dactyloscopidae)                                                                       |
|  | |

|  | Hechtschleimfische (Chaenopsidae) |
|  |                                   |
|  | Sandsterngucker (Dactyloscopidae) |
|  |                                   |

|  | Beschuppte Schleimfische (Labrisomidae)                                                                 |
|  | |
|  | \| \| Hechtschleimfische (Chaenopsidae) \| \| \| \| \| \| Sandsterngucker (Dactyloscopidae) \| \| \| \| |
|  | |
|  | Hechtschleimfische (Chaenopsidae)                                                                       |
|  | |
|  | Sandsterngucker (Dactyloscopidae)                                                                       |
|  | |

|  | Hechtschleimfische (Chaenopsidae) |
|  |                                   |
|  | Sandsterngucker (Dactyloscopidae) |
|  |                                   |

|  | Beschuppte Schleimfische (Labrisomidae)                                                                 |
|  | |
|  | \| \| Hechtschleimfische (Chaenopsidae) \| \| \| \| \| \| Sandsterngucker (Dactyloscopidae) \| \| \| \| |
|  | |
|  | Hechtschleimfische (Chaenopsidae)                                                                       |
|  | |
|  | Sandsterngucker (Dactyloscopidae)                                                                       |
|  | |

|  | Hechtschleimfische (Chaenopsidae) |
|  |                                   |
|  | Sandsterngucker (Dactyloscopidae) |
|  |                                   |

|  | Beschuppte Schleimfische (Labrisomidae)                                                                 |
|  | |
|  | \| \| Hechtschleimfische (Chaenopsidae) \| \| \| \| \| \| Sandsterngucker (Dactyloscopidae) \| \| \| \| |
|  | |
|  | Hechtschleimfische (Chaenopsidae)                                                                       |
|  | |
|  | Sandsterngucker (Dactyloscopidae)                                                                       |
|  | |

|  | Hechtschleimfische (Chaenopsidae) |
|  |                                   |
|  | Sandsterngucker (Dactyloscopidae) |
|  |                                   |

|  | Beschuppte Schleimfische (Labrisomidae)                                                                 |
|  | |
|  | \| \| Hechtschleimfische (Chaenopsidae) \| \| \| \| \| \| Sandsterngucker (Dactyloscopidae) \| \| \| \| |
|  | |
|  | Hechtschleimfische (Chaenopsidae)                                                                       |
|  | |
|  | Sandsterngucker (Dactyloscopidae)                                                                       |
|  | |

|  | Hechtschleimfische (Chaenopsidae) |
|  |                                   |
|  | Sandsterngucker (Dactyloscopidae) |
|  |                                   |

|  | Beschuppte Schleimfische (Labrisomidae)                                                                 |
|  | |
|  | \| \| Hechtschleimfische (Chaenopsidae) \| \| \| \| \| \| Sandsterngucker (Dactyloscopidae) \| \| \| \| |
|  | |
|  | Hechtschleimfische (Chaenopsidae)                                                                       |
|  | |
|  | Sandsterngucker (Dactyloscopidae)                                                                       |
|  | |

|  | Hechtschleimfische (Chaenopsidae) |
|  |                                   |
|  | Sandsterngucker (Dactyloscopidae) |
|  |                                   |

|  | Beschuppte Schleimfische (Labrisomidae)                                                                 |
|  | |
|  | \| \| Hechtschleimfische (Chaenopsidae) \| \| \| \| \| \| Sandsterngucker (Dactyloscopidae) \| \| \| \| |
|  | |
|  | Hechtschleimfische (Chaenopsidae)                                                                       |
|  | |
|  | Sandsterngucker (Dactyloscopidae)                                                                       |
|  | |

|  | Hechtschleimfische (Chaenopsidae) |
|  |                                   |
|  | Sandsterngucker (Dactyloscopidae) |
|  |                                   |

|  | Beschuppte Schleimfische (Labrisomidae)                                                                 |
|  | |
|  | \| \| Hechtschleimfische (Chaenopsidae) \| \| \| \| \| \| Sandsterngucker (Dactyloscopidae) \| \| \| \| |
|  | |
|  | Hechtschleimfische (Chaenopsidae)                                                                       |
|  | |
|  | Sandsterngucker (Dactyloscopidae)                                                                       |
|  | |

|  | Hechtschleimfische (Chaenopsidae) |
|  |                                   |
|  | Sandsterngucker (Dactyloscopidae) |
|  |                                   |

|  | Beschuppte Schleimfische (Labrisomidae)                                                                 |
|  | |
|  | \| \| Hechtschleimfische (Chaenopsidae) \| \| \| \| \| \| Sandsterngucker (Dactyloscopidae) \| \| \| \| |
|  | |
|  | Hechtschleimfische (Chaenopsidae)                                                                       |
|  | |
|  | Sandsterngucker (Dactyloscopidae)                                                                       |
|  | |

|  | Hechtschleimfische (Chaenopsidae) |
|  |                                   |
|  | Sandsterngucker (Dactyloscopidae) |
|  |                                   |

|  | Beschuppte Schleimfische (Labrisomidae)                                                                 |
|  | |
|  | \| \| Hechtschleimfische (Chaenopsidae) \| \| \| \| \| \| Sandsterngucker (Dactyloscopidae) \| \| \| \| |
|  | |
|  | Hechtschleimfische (Chaenopsidae)                                                                       |
|  | |
|  | Sandsterngucker (Dactyloscopidae)                                                                       |
|  | |

|  | Hechtschleimfische (Chaenopsidae) |
|  |                                   |
|  | Sandsterngucker (Dactyloscopidae) |
|  |                                   |

|  | Beschuppte Schleimfische (Labrisomidae)                                                                 |
|  | |
|  | \| \| Hechtschleimfische (Chaenopsidae) \| \| \| \| \| \| Sandsterngucker (Dactyloscopidae) \| \| \| \| |
|  | |
|  | Hechtschleimfische (Chaenopsidae)                                                                       |
|  | |
|  | Sandsterngucker (Dactyloscopidae)                                                                       |
|  | |

|  | Hechtschleimfische (Chaenopsidae) |
|  |                                   |
|  | Sandsterngucker (Dactyloscopidae) |
|  |                                   |

|  | Beschuppte Schleimfische (Labrisomidae)                                                                 |
|  | |
|  | \| \| Hechtschleimfische (Chaenopsidae) \| \| \| \| \| \| Sandsterngucker (Dactyloscopidae) \| \| \| \| |
|  | |
|  | Hechtschleimfische (Chaenopsidae)                                                                       |
|  | |
|  | Sandsterngucker (Dactyloscopidae)                                                                       |
|  | |

|  | Hechtschleimfische (Chaenopsidae) |
|  |                                   |
|  | Sandsterngucker (Dactyloscopidae) |
|  |                                   |

|  | Beschuppte Schleimfische (Labrisomidae)                                                                 |
|  | |
|  | \| \| Hechtschleimfische (Chaenopsidae) \| \| \| \| \| \| Sandsterngucker (Dactyloscopidae) \| \| \| \| |
|  | |
|  | Hechtschleimfische (Chaenopsidae)                                                                       |
|  | |
|  | Sandsterngucker (Dactyloscopidae)                                                                       |
|  | |

|  | Hechtschleimfische (Chaenopsidae) |
|  |                                   |
|  | Sandsterngucker (Dactyloscopidae) |
|  |                                   |

|  | Beschuppte Schleimfische (Labrisomidae)                                                                 |
|  | |
|  | \| \| Hechtschleimfische (Chaenopsidae) \| \| \| \| \| \| Sandsterngucker (Dactyloscopidae) \| \| \| \| |
|  | |
|  | Hechtschleimfische (Chaenopsidae)                                                                       |
|  | |
|  | Sandsterngucker (Dactyloscopidae)                                                                       |
|  | |

|  | Hechtschleimfische (Chaenopsidae) |
|  |                                   |
|  | Sandsterngucker (Dactyloscopidae) |
|  |                                   |

|  | Beschuppte Schleimfische (Labrisomidae)                                                                 |
|  | |
|  | \| \| Hechtschleimfische (Chaenopsidae) \| \| \| \| \| \| Sandsterngucker (Dactyloscopidae) \| \| \| \| |
|  | |
|  | Hechtschleimfische (Chaenopsidae)                                                                       |
|  | |
|  | Sandsterngucker (Dactyloscopidae)                                                                       |
|  | |

|  | Hechtschleimfische (Chaenopsidae) |
|  |                                   |
|  | Sandsterngucker (Dactyloscopidae) |
|  |                                   |

|  | Beschuppte Schleimfische (Labrisomidae)                                                                 |
|  | |
|  | \| \| Hechtschleimfische (Chaenopsidae) \| \| \| \| \| \| Sandsterngucker (Dactyloscopidae) \| \| \| \| |
|  | |
|  | Hechtschleimfische (Chaenopsidae)                                                                       |
|  | |
|  | Sandsterngucker (Dactyloscopidae)                                                                       |
|  | |

|  | Hechtschleimfische (Chaenopsidae) |
|  |                                   |
|  | Sandsterngucker (Dactyloscopidae) |
|  |                                   |

|  | Beschuppte Schleimfische (Labrisomidae)                                                                 |
|  | |
|  | \| \| Hechtschleimfische (Chaenopsidae) \| \| \| \| \| \| Sandsterngucker (Dactyloscopidae) \| \| \| \| |
|  | |
|  | Hechtschleimfische (Chaenopsidae)                                                                       |
|  | |
|  | Sandsterngucker (Dactyloscopidae)                                                                       |
|  | |

|  | Hechtschleimfische (Chaenopsidae) |
|  |                                   |
|  | Sandsterngucker (Dactyloscopidae) |
|  |                                   |

|  | Beschuppte Schleimfische (Labrisomidae)                                                                 |
|  | |
|  | \| \| Hechtschleimfische (Chaenopsidae) \| \| \| \| \| \| Sandsterngucker (Dactyloscopidae) \| \| \| \| |
|  | |
|  | Hechtschleimfische (Chaenopsidae)                                                                       |
|  | |
|  | Sandsterngucker (Dactyloscopidae)                                                                       |
|  | |

|  | Hechtschleimfische (Chaenopsidae) |
|  |                                   |
|  | Sandsterngucker (Dactyloscopidae) |
|  |                                   |

|  | Beschuppte Schleimfische (Labrisomidae)                                                                 |
|  | |
|  | \| \| Hechtschleimfische (Chaenopsidae) \| \| \| \| \| \| Sandsterngucker (Dactyloscopidae) \| \| \| \| |
|  | |
|  | Hechtschleimfische (Chaenopsidae)                                                                       |
|  | |
|  | Sandsterngucker (Dactyloscopidae)                                                                       |
|  | |

|  | Hechtschleimfische (Chaenopsidae) |
|  |                                   |
|  | Sandsterngucker (Dactyloscopidae) |
|  |                                   |

|  | Beschuppte Schleimfische (Labrisomidae)                                                                 |
|  | |
|  | \| \| Hechtschleimfische (Chaenopsidae) \| \| \| \| \| \| Sandsterngucker (Dactyloscopidae) \| \| \| \| |
|  | |
|  | Hechtschleimfische (Chaenopsidae)                                                                       |
|  | |
|  | Sandsterngucker (Dactyloscopidae)                                                                       |
|  | |

|  | Hechtschleimfische (Chaenopsidae) |
|  |                                   |
|  | Sandsterngucker (Dactyloscopidae) |
|  |                                   |

|  | Beschuppte Schleimfische (Labrisomidae)                                                                 |
|  | |
|  | \| \| Hechtschleimfische (Chaenopsidae) \| \| \| \| \| \| Sandsterngucker (Dactyloscopidae) \| \| \| \| |
|  | |
|  | Hechtschleimfische (Chaenopsidae)                                                                       |
|  | |
|  | Sandsterngucker (Dactyloscopidae)                                                                       |
|  | |

|  | Hechtschleimfische (Chaenopsidae) |
|  |                                   |
|  | Sandsterngucker (Dactyloscopidae) |
|  |                                   |

|  | Beschuppte Schleimfische (Labrisomidae)                                                                 |
|  | |
|  | \| \| Hechtschleimfische (Chaenopsidae) \| \| \| \| \| \| Sandsterngucker (Dactyloscopidae) \| \| \| \| |
|  | |
|  | Hechtschleimfische (Chaenopsidae)                                                                       |
|  | |
|  | Sandsterngucker (Dactyloscopidae)                                                                       |
|  | |

|  | Hechtschleimfische (Chaenopsidae) |
|  |                                   |
|  | Sandsterngucker (Dactyloscopidae) |
|  |                                   |

|  | Beschuppte Schleimfische (Labrisomidae)                                                                 |
|  | |
|  | \| \| Hechtschleimfische (Chaenopsidae) \| \| \| \| \| \| Sandsterngucker (Dactyloscopidae) \| \| \| \| |
|  | |
|  | Hechtschleimfische (Chaenopsidae)                                                                       |
|  | |
|  | Sandsterngucker (Dactyloscopidae)                                                                       |
|  | |

|  | Hechtschleimfische (Chaenopsidae) |
|  |                                   |
|  | Sandsterngucker (Dactyloscopidae) |
|  |                                   |

|  | Beschuppte Schleimfische (Labrisomidae)                                                                 |
|  | |
|  | \| \| Hechtschleimfische (Chaenopsidae) \| \| \| \| \| \| Sandsterngucker (Dactyloscopidae) \| \| \| \| |
|  | |
|  | Hechtschleimfische (Chaenopsidae)                                                                       |
|  | |
|  | Sandsterngucker (Dactyloscopidae)                                                                       |
|  | |

|  | Hechtschleimfische (Chaenopsidae) |
|  |                                   |
|  | Sandsterngucker (Dactyloscopidae) |
|  |                                   |

|  | Beschuppte Schleimfische (Labrisomidae)                                                                 |
|  | |
|  | \| \| Hechtschleimfische (Chaenopsidae) \| \| \| \| \| \| Sandsterngucker (Dactyloscopidae) \| \| \| \| |
|  | |
|  | Hechtschleimfische (Chaenopsidae)                                                                       |
|  | |
|  | Sandsterngucker (Dactyloscopidae)                                                                       |
|  | |

|  | Hechtschleimfische (Chaenopsidae) |
|  |                                   |
|  | Sandsterngucker (Dactyloscopidae) |
|  |                                   |

|  | Beschuppte Schleimfische (Labrisomidae)                                                                 |
|  | |
|  | \| \| Hechtschleimfische (Chaenopsidae) \| \| \| \| \| \| Sandsterngucker (Dactyloscopidae) \| \| \| \| |
|  | |
|  | Hechtschleimfische (Chaenopsidae)                                                                       |
|  | |
|  | Sandsterngucker (Dactyloscopidae)                                                                       |
|  | |

|  | Hechtschleimfische (Chaenopsidae) |
|  |                                   |
|  | Sandsterngucker (Dactyloscopidae) |
|  |                                   |

|  | Beschuppte Schleimfische (Labrisomidae)                                                                 |
|  | |
|  | \| \| Hechtschleimfische (Chaenopsidae) \| \| \| \| \| \| Sandsterngucker (Dactyloscopidae) \| \| \| \| |
|  | |
|  | Hechtschleimfische (Chaenopsidae)                                                                       |
|  | |
|  | Sandsterngucker (Dactyloscopidae)                                                                       |
|  | |

|  | Hechtschleimfische (Chaenopsidae) |
|  |                                   |
|  | Sandsterngucker (Dactyloscopidae) |
|  |                                   |

|  | Beschuppte Schleimfische (Labrisomidae)                                                                 |
|  | |
|  | \| \| Hechtschleimfische (Chaenopsidae) \| \| \| \| \| \| Sandsterngucker (Dactyloscopidae) \| \| \| \| |
|  | |
|  | Hechtschleimfische (Chaenopsidae)                                                                       |
|  | |
|  | Sandsterngucker (Dactyloscopidae)                                                                       |
|  | |

|  | Hechtschleimfische (Chaenopsidae) |
|  |                                   |
|  | Sandsterngucker (Dactyloscopidae) |
|  |                                   |

|  | Beschuppte Schleimfische (Labrisomidae)                                                                 |
|  | |
|  | \| \| Hechtschleimfische (Chaenopsidae) \| \| \| \| \| \| Sandsterngucker (Dactyloscopidae) \| \| \| \| |
|  | |
|  | Hechtschleimfische (Chaenopsidae)                                                                       |
|  | |
|  | Sandsterngucker (Dactyloscopidae)                                                                       |
|  | |

|  | Hechtschleimfische (Chaenopsidae) |
|  |                                   |
|  | Sandsterngucker (Dactyloscopidae) |
|  |                                   |

|  | Beschuppte Schleimfische (Labrisomidae)                                                                 |
|  | |
|  | \| \| Hechtschleimfische (Chaenopsidae) \| \| \| \| \| \| Sandsterngucker (Dactyloscopidae) \| \| \| \| |
|  | |
|  | Hechtschleimfische (Chaenopsidae)                                                                       |
|  | |
|  | Sandsterngucker (Dactyloscopidae)                                                                       |
|  | |

|  | Hechtschleimfische (Chaenopsidae) |
|  |                                   |
|  | Sandsterngucker (Dactyloscopidae) |
|  |                                   |

|  | Beschuppte Schleimfische (Labrisomidae)                                                                 |
|  | |
|  | \| \| Hechtschleimfische (Chaenopsidae) \| \| \| \| \| \| Sandsterngucker (Dactyloscopidae) \| \| \| \| |
|  | |
|  | Hechtschleimfische (Chaenopsidae)                                                                       |
|  | |
|  | Sandsterngucker (Dactyloscopidae)                                                                       |
|  | |

|  | Hechtschleimfische (Chaenopsidae) |
|  |                                   |
|  | Sandsterngucker (Dactyloscopidae) |
|  |                                   |

|  | Beschuppte Schleimfische (Labrisomidae)                                                                 |
|  | |
|  | \| \| Hechtschleimfische (Chaenopsidae) \| \| \| \| \| \| Sandsterngucker (Dactyloscopidae) \| \| \| \| |
|  | |
|  | Hechtschleimfische (Chaenopsidae)                                                                       |
|  | |
|  | Sandsterngucker (Dactyloscopidae)                                                                       |
|  | |

|  | Hechtschleimfische (Chaenopsidae) |
|  |                                   |
|  | Sandsterngucker (Dactyloscopidae) |
|  |                                   |

|  | Beschuppte Schleimfische (Labrisomidae)                                                                 |
|  | |
|  | \| \| Hechtschleimfische (Chaenopsidae) \| \| \| \| \| \| Sandsterngucker (Dactyloscopidae) \| \| \| \| |
|  | |
|  | Hechtschleimfische (Chaenopsidae)                                                                       |
|  | |
|  | Sandsterngucker (Dactyloscopidae)                                                                       |
|  | |

|  | Hechtschleimfische (Chaenopsidae) |
|  |                                   |
|  | Sandsterngucker (Dactyloscopidae) |
|  |                                   |

|  | Beschuppte Schleimfische (Labrisomidae)                                                                 |
|  | |
|  | \| \| Hechtschleimfische (Chaenopsidae) \| \| \| \| \| \| Sandsterngucker (Dactyloscopidae) \| \| \| \| |
|  | |
|  | Hechtschleimfische (Chaenopsidae)                                                                       |
|  | |
|  | Sandsterngucker (Dactyloscopidae)                                                                       |
|  | |

|  | Hechtschleimfische (Chaenopsidae) |
|  |                                   |
|  | Sandsterngucker (Dactyloscopidae) |
|  |                                   |

|  | Beschuppte Schleimfische (Labrisomidae)                                                                 |
|  | |
|  | \| \| Hechtschleimfische (Chaenopsidae) \| \| \| \| \| \| Sandsterngucker (Dactyloscopidae) \| \| \| \| |
|  | |
|  | Hechtschleimfische (Chaenopsidae)                                                                       |
|  | |
|  | Sandsterngucker (Dactyloscopidae)                                                                       |
|  | |

|  | Hechtschleimfische (Chaenopsidae) |
|  |                                   |
|  | Sandsterngucker (Dactyloscopidae) |
|  |                                   |

|  | Beschuppte Schleimfische (Labrisomidae)                                                                 |
|  | |
|  | \| \| Hechtschleimfische (Chaenopsidae) \| \| \| \| \| \| Sandsterngucker (Dactyloscopidae) \| \| \| \| |
|  | |
|  | Hechtschleimfische (Chaenopsidae)                                                                       |
|  | |
|  | Sandsterngucker (Dactyloscopidae)                                                                       |
|  | |

|  | Hechtschleimfische (Chaenopsidae) |
|  |                                   |
|  | Sandsterngucker (Dactyloscopidae) |
|  |                                   |

|  | Beschuppte Schleimfische (Labrisomidae)                                                                 |
|  | |
|  | \| \| Hechtschleimfische (Chaenopsidae) \| \| \| \| \| \| Sandsterngucker (Dactyloscopidae) \| \| \| \| |
|  | |
|  | Hechtschleimfische (Chaenopsidae)                                                                       |
|  | |
|  | Sandsterngucker (Dactyloscopidae)                                                                       |
|  | |

|  | Hechtschleimfische (Chaenopsidae) |
|  |                                   |
|  | Sandsterngucker (Dactyloscopidae) |
|  |                                   |

|  | Beschuppte Schleimfische (Labrisomidae)                                                                 |
|  | |
|  | \| \| Hechtschleimfische (Chaenopsidae) \| \| \| \| \| \| Sandsterngucker (Dactyloscopidae) \| \| \| \| |
|  | |
|  | Hechtschleimfische (Chaenopsidae)                                                                       |
|  | |
|  | Sandsterngucker (Dactyloscopidae)                                                                       |
|  | |

|  | Hechtschleimfische (Chaenopsidae) |
|  |                                   |
|  | Sandsterngucker (Dactyloscopidae) |
|  |                                   |

|  | Beschuppte Schleimfische (Labrisomidae)                                                                 |
|  | |
|  | \| \| Hechtschleimfische (Chaenopsidae) \| \| \| \| \| \| Sandsterngucker (Dactyloscopidae) \| \| \| \| |
|  | |
|  | Hechtschleimfische (Chaenopsidae)                                                                       |
|  | |
|  | Sandsterngucker (Dactyloscopidae)                                                                       |
|  | |

|  | Hechtschleimfische (Chaenopsidae) |
|  |                                   |
|  | Sandsterngucker (Dactyloscopidae) |
|  |                                   |

|  | Beschuppte Schleimfische (Labrisomidae)                                                                 |
|  | |
|  | \| \| Hechtschleimfische (Chaenopsidae) \| \| \| \| \| \| Sandsterngucker (Dactyloscopidae) \| \| \| \| |
|  | |
|  | Hechtschleimfische (Chaenopsidae)                                                                       |
|  | |
|  | Sandsterngucker (Dactyloscopidae)                                                                       |
|  | |

|  | Hechtschleimfische (Chaenopsidae) |
|  |                                   |
|  | Sandsterngucker (Dactyloscopidae) |
|  |                                   |

|  | Beschuppte Schleimfische (Labrisomidae)                                                                 |
|  | |
|  | \| \| Hechtschleimfische (Chaenopsidae) \| \| \| \| \| \| Sandsterngucker (Dactyloscopidae) \| \| \| \| |
|  | |
|  | Hechtschleimfische (Chaenopsidae)                                                                       |
|  | |
|  | Sandsterngucker (Dactyloscopidae)                                                                       |
|  | |

|  | Hechtschleimfische (Chaenopsidae) |
|  |                                   |
|  | Sandsterngucker (Dactyloscopidae) |
|  |                                   |

|  | Beschuppte Schleimfische (Labrisomidae)                                                                 |
|  | |
|  | \| \| Hechtschleimfische (Chaenopsidae) \| \| \| \| \| \| Sandsterngucker (Dactyloscopidae) \| \| \| \| |
|  | |
|  | Hechtschleimfische (Chaenopsidae)                                                                       |
|  | |
|  | Sandsterngucker (Dactyloscopidae)                                                                       |
|  | |

|  | Hechtschleimfische (Chaenopsidae) |
|  |                                   |
|  | Sandsterngucker (Dactyloscopidae) |
|  |                                   |

|  | Beschuppte Schleimfische (Labrisomidae)                                                                 |
|  | |
|  | \| \| Hechtschleimfische (Chaenopsidae) \| \| \| \| \| \| Sandsterngucker (Dactyloscopidae) \| \| \| \| |
|  | |
|  | Hechtschleimfische (Chaenopsidae)                                                                       |
|  | |
|  | Sandsterngucker (Dactyloscopidae)                                                                       |
|  | |

|  | Hechtschleimfische (Chaenopsidae) |
|  |                                   |
|  | Sandsterngucker (Dactyloscopidae) |
|  |                                   |

|  | Beschuppte Schleimfische (Labrisomidae)                                                                 |
|  | |
|  | \| \| Hechtschleimfische (Chaenopsidae) \| \| \| \| \| \| Sandsterngucker (Dactyloscopidae) \| \| \| \| |
|  | |
|  | Hechtschleimfische (Chaenopsidae)                                                                       |
|  | |
|  | Sandsterngucker (Dactyloscopidae)                                                                       |
|  | |

|  | Hechtschleimfische (Chaenopsidae) |
|  |                                   |
|  | Sandsterngucker (Dactyloscopidae) |
|  |                                   |

|  | Beschuppte Schleimfische (Labrisomidae)                                                                 |
|  | |
|  | \| \| Hechtschleimfische (Chaenopsidae) \| \| \| \| \| \| Sandsterngucker (Dactyloscopidae) \| \| \| \| |
|  | |
|  | Hechtschleimfische (Chaenopsidae)                                                                       |
|  | |
|  | Sandsterngucker (Dactyloscopidae)                                                                       |
|  | |

|  | Hechtschleimfische (Chaenopsidae) |
|  |                                   |
|  | Sandsterngucker (Dactyloscopidae) |
|  |                                   |

|  | Beschuppte Schleimfische (Labrisomidae)                                                                 |
|  | |
|  | \| \| Hechtschleimfische (Chaenopsidae) \| \| \| \| \| \| Sandsterngucker (Dactyloscopidae) \| \| \| \| |
|  | |
|  | Hechtschleimfische (Chaenopsidae)                                                                       |
|  | |
|  | Sandsterngucker (Dactyloscopidae)                                                                       |
|  | |

|  | Hechtschleimfische (Chaenopsidae) |
|  |                                   |
|  | Sandsterngucker (Dactyloscopidae) |
|  |                                   |

|  | Beschuppte Schleimfische (Labrisomidae)                                                                 |
|  | |
|  | \| \| Hechtschleimfische (Chaenopsidae) \| \| \| \| \| \| Sandsterngucker (Dactyloscopidae) \| \| \| \| |
|  | |
|  | Hechtschleimfische (Chaenopsidae)                                                                       |
|  | |
|  | Sandsterngucker (Dactyloscopidae)                                                                       |
|  | |

|  | Hechtschleimfische (Chaenopsidae) |
|  |                                   |
|  | Sandsterngucker (Dactyloscopidae) |
|  |                                   |

|  | Beschuppte Schleimfische (Labrisomidae)                                                                 |
|  | |
|  | \| \| Hechtschleimfische (Chaenopsidae) \| \| \| \| \| \| Sandsterngucker (Dactyloscopidae) \| \| \| \| |
|  | |
|  | Hechtschleimfische (Chaenopsidae)                                                                       |
|  | |
|  | Sandsterngucker (Dactyloscopidae)                                                                       |
|  | |

|  | Hechtschleimfische (Chaenopsidae) |
|  |                                   |
|  | Sandsterngucker (Dactyloscopidae) |
|  |                                   |

|  | Beschuppte Schleimfische (Labrisomidae)                                                                 |
|  | |
|  | \| \| Hechtschleimfische (Chaenopsidae) \| \| \| \| \| \| Sandsterngucker (Dactyloscopidae) \| \| \| \| |
|  | |
|  | Hechtschleimfische (Chaenopsidae)                                                                       |
|  | |
|  | Sandsterngucker (Dactyloscopidae)                                                                       |
|  | |

|  | Hechtschleimfische (Chaenopsidae) |
|  |                                   |
|  | Sandsterngucker (Dactyloscopidae) |
|  |                                   |

|  | Beschuppte Schleimfische (Labrisomidae)                                                                 |
|  | |
|  | \| \| Hechtschleimfische (Chaenopsidae) \| \| \| \| \| \| Sandsterngucker (Dactyloscopidae) \| \| \| \| |
|  | |
|  | Hechtschleimfische (Chaenopsidae)                                                                       |
|  | |
|  | Sandsterngucker (Dactyloscopidae)                                                                       |
|  | |

|  | Hechtschleimfische (Chaenopsidae) |
|  |                                   |
|  | Sandsterngucker (Dactyloscopidae) |
|  |                                   |

|  | Beschuppte Schleimfische (Labrisomidae)                                                                 |
|  | |
|  | \| \| Hechtschleimfische (Chaenopsidae) \| \| \| \| \| \| Sandsterngucker (Dactyloscopidae) \| \| \| \| |
|  | |
|  | Hechtschleimfische (Chaenopsidae)                                                                       |
|  | |
|  | Sandsterngucker (Dactyloscopidae)                                                                       |
|  | |

|  | Hechtschleimfische (Chaenopsidae) |
|  |                                   |
|  | Sandsterngucker (Dactyloscopidae) |
|  |                                   |

|  | Beschuppte Schleimfische (Labrisomidae)                                                                 |
|  | |
|  | \| \| Hechtschleimfische (Chaenopsidae) \| \| \| \| \| \| Sandsterngucker (Dactyloscopidae) \| \| \| \| |
|  | |
|  | Hechtschleimfische (Chaenopsidae)                                                                       |
|  | |
|  | Sandsterngucker (Dactyloscopidae)                                                                       |
|  | |

|  | Hechtschleimfische (Chaenopsidae) |
|  |                                   |
|  | Sandsterngucker (Dactyloscopidae) |
|  |                                   |

|  | Beschuppte Schleimfische (Labrisomidae)                                                                 |
|  | |
|  | \| \| Hechtschleimfische (Chaenopsidae) \| \| \| \| \| \| Sandsterngucker (Dactyloscopidae) \| \| \| \| |
|  | |
|  | Hechtschleimfische (Chaenopsidae)                                                                       |
|  | |
|  | Sandsterngucker (Dactyloscopidae)                                                                       |
|  | |

|  | Hechtschleimfische (Chaenopsidae) |
|  |                                   |
|  | Sandsterngucker (Dactyloscopidae) |
|  |                                   |

|  | Beschuppte Schleimfische (Labrisomidae)                                                                 |
|  | |
|  | \| \| Hechtschleimfische (Chaenopsidae) \| \| \| \| \| \| Sandsterngucker (Dactyloscopidae) \| \| \| \| |
|  | |
|  | Hechtschleimfische (Chaenopsidae)                                                                       |
|  | |
|  | Sandsterngucker (Dactyloscopidae)                                                                       |
|  | |

|  | Hechtschleimfische (Chaenopsidae) |
|  |                                   |
|  | Sandsterngucker (Dactyloscopidae) |
|  |                                   |

|  | Beschuppte Schleimfische (Labrisomidae)                                                                 |
|  | |
|  | \| \| Hechtschleimfische (Chaenopsidae) \| \| \| \| \| \| Sandsterngucker (Dactyloscopidae) \| \| \| \| |
|  | |
|  | Hechtschleimfische (Chaenopsidae)                                                                       |
|  | |
|  | Sandsterngucker (Dactyloscopidae)                                                                       |
|  | |

|  | Hechtschleimfische (Chaenopsidae) |
|  |                                   |
|  | Sandsterngucker (Dactyloscopidae) |
|  |                                   |

|  | Beschuppte Schleimfische (Labrisomidae)                                                                 |
|  | |
|  | \| \| Hechtschleimfische (Chaenopsidae) \| \| \| \| \| \| Sandsterngucker (Dactyloscopidae) \| \| \| \| |
|  | |
|  | Hechtschleimfische (Chaenopsidae)                                                                       |
|  | |
|  | Sandsterngucker (Dactyloscopidae)                                                                       |
|  | |

|  | Hechtschleimfische (Chaenopsidae) |
|  |                                   |
|  | Sandsterngucker (Dactyloscopidae) |
|  |                                   |

|  | Beschuppte Schleimfische (Labrisomidae)                                                                 |
|  | |
|  | \| \| Hechtschleimfische (Chaenopsidae) \| \| \| \| \| \| Sandsterngucker (Dactyloscopidae) \| \| \| \| |
|  | |
|  | Hechtschleimfische (Chaenopsidae)                                                                       |
|  | |
|  | Sandsterngucker (Dactyloscopidae)                                                                       |
|  | |

|  | Hechtschleimfische (Chaenopsidae) |
|  |                                   |
|  | Sandsterngucker (Dactyloscopidae) |
|  |                                   |

|  | Beschuppte Schleimfische (Labrisomidae)                                                                 |
|  | |
|  | \| \| Hechtschleimfische (Chaenopsidae) \| \| \| \| \| \| Sandsterngucker (Dactyloscopidae) \| \| \| \| |
|  | |
|  | Hechtschleimfische (Chaenopsidae)                                                                       |
|  | |
|  | Sandsterngucker (Dactyloscopidae)                                                                       |
|  | |

|  | Hechtschleimfische (Chaenopsidae) |
|  |                                   |
|  | Sandsterngucker (Dactyloscopidae) |
|  |                                   |

|  | Beschuppte Schleimfische (Labrisomidae)                                                                 |
|  | |
|  | \| \| Hechtschleimfische (Chaenopsidae) \| \| \| \| \| \| Sandsterngucker (Dactyloscopidae) \| \| \| \| |
|  | |
|  | Hechtschleimfische (Chaenopsidae)                                                                       |
|  | |
|  | Sandsterngucker (Dactyloscopidae)                                                                       |
|  | |

|  | Hechtschleimfische (Chaenopsidae) |
|  |                                   |
|  | Sandsterngucker (Dactyloscopidae) |
|  |                                   |

|  | Beschuppte Schleimfische (Labrisomidae)                                                                 |
|  | |
|  | \| \| Hechtschleimfische (Chaenopsidae) \| \| \| \| \| \| Sandsterngucker (Dactyloscopidae) \| \| \| \| |
|  | |
|  | Hechtschleimfische (Chaenopsidae)                                                                       |
|  | |
|  | Sandsterngucker (Dactyloscopidae)                                                                       |
|  | |

|  | Hechtschleimfische (Chaenopsidae) |
|  |                                   |
|  | Sandsterngucker (Dactyloscopidae) |
|  |                                   |

|  | Beschuppte Schleimfische (Labrisomidae)                                                                 |
|  | |
|  | \| \| Hechtschleimfische (Chaenopsidae) \| \| \| \| \| \| Sandsterngucker (Dactyloscopidae) \| \| \| \| |
|  | |
|  | Hechtschleimfische (Chaenopsidae)                                                                       |
|  | |
|  | Sandsterngucker (Dactyloscopidae)                                                                       |
|  | |

|  | Hechtschleimfische (Chaenopsidae) |
|  |                                   |
|  | Sandsterngucker (Dactyloscopidae) |
|  |                                   |

|  | Beschuppte Schleimfische (Labrisomidae)                                                                 |
|  | |
|  | \| \| Hechtschleimfische (Chaenopsidae) \| \| \| \| \| \| Sandsterngucker (Dactyloscopidae) \| \| \| \| |
|  | |
|  | Hechtschleimfische (Chaenopsidae)                                                                       |
|  | |
|  | Sandsterngucker (Dactyloscopidae)                                                                       |
|  | |

|  | Hechtschleimfische (Chaenopsidae) |
|  |                                   |
|  | Sandsterngucker (Dactyloscopidae) |
|  |                                   |

|  | Beschuppte Schleimfische (Labrisomidae)                                                                 |
|  | |
|  | \| \| Hechtschleimfische (Chaenopsidae) \| \| \| \| \| \| Sandsterngucker (Dactyloscopidae) \| \| \| \| |
|  | |
|  | Hechtschleimfische (Chaenopsidae)                                                                       |
|  | |
|  | Sandsterngucker (Dactyloscopidae)                                                                       |
|  | |

|  | Hechtschleimfische (Chaenopsidae) |
|  |                                   |
|  | Sandsterngucker (Dactyloscopidae) |
|  |                                   |

|  | Beschuppte Schleimfische (Labrisomidae)                                                                 |
|  | |
|  | \| \| Hechtschleimfische (Chaenopsidae) \| \| \| \| \| \| Sandsterngucker (Dactyloscopidae) \| \| \| \| |
|  | |
|  | Hechtschleimfische (Chaenopsidae)                                                                       |
|  | |
|  | Sandsterngucker (Dactyloscopidae)                                                                       |
|  | |

|  | Hechtschleimfische (Chaenopsidae) |
|  |                                   |
|  | Sandsterngucker (Dactyloscopidae) |
|  |                                   |

|  | Beschuppte Schleimfische (Labrisomidae)                                                                 |
|  | |
|  | \| \| Hechtschleimfische (Chaenopsidae) \| \| \| \| \| \| Sandsterngucker (Dactyloscopidae) \| \| \| \| |
|  | |
|  | Hechtschleimfische (Chaenopsidae)                                                                       |
|  | |
|  | Sandsterngucker (Dactyloscopidae)                                                                       |
|  | |

|  | Hechtschleimfische (Chaenopsidae) |
|  |                                   |
|  | Sandsterngucker (Dactyloscopidae) |
|  |                                   |

|  | Beschuppte Schleimfische (Labrisomidae)                                                                 |
|  | |
|  | \| \| Hechtschleimfische (Chaenopsidae) \| \| \| \| \| \| Sandsterngucker (Dactyloscopidae) \| \| \| \| |
|  | |
|  | Hechtschleimfische (Chaenopsidae)                                                                       |
|  | |
|  | Sandsterngucker (Dactyloscopidae)                                                                       |
|  | |

|  | Hechtschleimfische (Chaenopsidae) |
|  |                                   |
|  | Sandsterngucker (Dactyloscopidae) |
|  |                                   |

|  | Beschuppte Schleimfische (Labrisomidae)                                                                 |
|  | |
|  | \| \| Hechtschleimfische (Chaenopsidae) \| \| \| \| \| \| Sandsterngucker (Dactyloscopidae) \| \| \| \| |
|  | |
|  | Hechtschleimfische (Chaenopsidae)                                                                       |
|  | |
|  | Sandsterngucker (Dactyloscopidae)                                                                       |
|  | |

|  | Hechtschleimfische (Chaenopsidae) |
|  |                                   |
|  | Sandsterngucker (Dactyloscopidae) |
|  |                                   |

|  | Beschuppte Schleimfische (Labrisomidae)                                                                 |
|  | |
|  | \| \| Hechtschleimfische (Chaenopsidae) \| \| \| \| \| \| Sandsterngucker (Dactyloscopidae) \| \| \| \| |
|  | |
|  | Hechtschleimfische (Chaenopsidae)                                                                       |
|  | |
|  | Sandsterngucker (Dactyloscopidae)                                                                       |
|  | |

|  | Hechtschleimfische (Chaenopsidae) |
|  |                                   |
|  | Sandsterngucker (Dactyloscopidae) |
|  |                                   |

|  | Beschuppte Schleimfische (Labrisomidae)                                                                 |
|  | |
|  | \| \| Hechtschleimfische (Chaenopsidae) \| \| \| \| \| \| Sandsterngucker (Dactyloscopidae) \| \| \| \| |
|  | |
|  | Hechtschleimfische (Chaenopsidae)                                                                       |
|  | |
|  | Sandsterngucker (Dactyloscopidae)                                                                       |
|  | |

|  | Hechtschleimfische (Chaenopsidae) |
|  |                                   |
|  | Sandsterngucker (Dactyloscopidae) |
|  |                                   |

|  | Beschuppte Schleimfische (Labrisomidae)                                                                 |
|  | |
|  | \| \| Hechtschleimfische (Chaenopsidae) \| \| \| \| \| \| Sandsterngucker (Dactyloscopidae) \| \| \| \| |
|  | |
|  | Hechtschleimfische (Chaenopsidae)                                                                       |
|  | |
|  | Sandsterngucker (Dactyloscopidae)                                                                       |
|  | |

|  | Hechtschleimfische (Chaenopsidae) |
|  |                                   |
|  | Sandsterngucker (Dactyloscopidae) |
|  |                                   |

|  | Beschuppte Schleimfische (Labrisomidae)                                                                 |
|  | |
|  | \| \| Hechtschleimfische (Chaenopsidae) \| \| \| \| \| \| Sandsterngucker (Dactyloscopidae) \| \| \| \| |
|  | |
|  | Hechtschleimfische (Chaenopsidae)                                                                       |
|  | |
|  | Sandsterngucker (Dactyloscopidae)                                                                       |
|  | |

|  | Hechtschleimfische (Chaenopsidae) |
|  |                                   |
|  | Sandsterngucker (Dactyloscopidae) |
|  |                                   |

|  | Beschuppte Schleimfische (Labrisomidae)                                                                 |
|  | |
|  | \| \| Hechtschleimfische (Chaenopsidae) \| \| \| \| \| \| Sandsterngucker (Dactyloscopidae) \| \| \| \| |
|  | |
|  | Hechtschleimfische (Chaenopsidae)                                                                       |
|  | |
|  | Sandsterngucker (Dactyloscopidae)                                                                       |
|  | |

|  | Hechtschleimfische (Chaenopsidae) |
|  |                                   |
|  | Sandsterngucker (Dactyloscopidae) |
|  |                                   |

|  | Beschuppte Schleimfische (Labrisomidae)                                                                 |
|  | |
|  | \| \| Hechtschleimfische (Chaenopsidae) \| \| \| \| \| \| Sandsterngucker (Dactyloscopidae) \| \| \| \| |
|  | |
|  | Hechtschleimfische (Chaenopsidae)                                                                       |
|  | |
|  | Sandsterngucker (Dactyloscopidae)                                                                       |
|  | |

|  | Hechtschleimfische (Chaenopsidae) |
|  |                                   |
|  | Sandsterngucker (Dactyloscopidae) |
|  |                                   |

|  | Beschuppte Schleimfische (Labrisomidae)                                                                 |
|  | |
|  | \| \| Hechtschleimfische (Chaenopsidae) \| \| \| \| \| \| Sandsterngucker (Dactyloscopidae) \| \| \| \| |
|  | |
|  | Hechtschleimfische (Chaenopsidae)                                                                       |
|  | |
|  | Sandsterngucker (Dactyloscopidae)                                                                       |
|  | |

|  | Hechtschleimfische (Chaenopsidae) |
|  |                                   |
|  | Sandsterngucker (Dactyloscopidae) |
|  |                                   |

|  | Beschuppte Schleimfische (Labrisomidae)                                                                 |
|  | |
|  | \| \| Hechtschleimfische (Chaenopsidae) \| \| \| \| \| \| Sandsterngucker (Dactyloscopidae) \| \| \| \| |
|  | |
|  | Hechtschleimfische (Chaenopsidae)                                                                       |
|  | |
|  | Sandsterngucker (Dactyloscopidae)                                                                       |
|  | |

|  | Hechtschleimfische (Chaenopsidae) |
|  |                                   |
|  | Sandsterngucker (Dactyloscopidae) |
|  |                                   |

|  | Beschuppte Schleimfische (Labrisomidae)                                                                 |
|  | |
|  | \| \| Hechtschleimfische (Chaenopsidae) \| \| \| \| \| \| Sandsterngucker (Dactyloscopidae) \| \| \| \| |
|  | |
|  | Hechtschleimfische (Chaenopsidae)                                                                       |
|  | |
|  | Sandsterngucker (Dactyloscopidae)                                                                       |
|  | |

|  | Hechtschleimfische (Chaenopsidae) |
|  |                                   |
|  | Sandsterngucker (Dactyloscopidae) |
|  |                                   |

|  | Beschuppte Schleimfische (Labrisomidae)                                                                 |
|  | |
|  | \| \| Hechtschleimfische (Chaenopsidae) \| \| \| \| \| \| Sandsterngucker (Dactyloscopidae) \| \| \| \| |
|  | |
|  | Hechtschleimfische (Chaenopsidae)                                                                       |
|  | |
|  | Sandsterngucker (Dactyloscopidae)                                                                       |
|  | |

|  | Hechtschleimfische (Chaenopsidae) |
|  |                                   |
|  | Sandsterngucker (Dactyloscopidae) |
|  |                                   |

|  | Beschuppte Schleimfische (Labrisomidae)                                                                 |
|  | |
|  | \| \| Hechtschleimfische (Chaenopsidae) \| \| \| \| \| \| Sandsterngucker (Dactyloscopidae) \| \| \| \| |
|  | |
|  | Hechtschleimfische (Chaenopsidae)                                                                       |
|  | |
|  | Sandsterngucker (Dactyloscopidae)                                                                       |
|  | |

|  | Hechtschleimfische (Chaenopsidae) |
|  |                                   |
|  | Sandsterngucker (Dactyloscopidae) |
|  |                                   |

|  | Beschuppte Schleimfische (Labrisomidae)                                                                 |
|  | |
|  | \| \| Hechtschleimfische (Chaenopsidae) \| \| \| \| \| \| Sandsterngucker (Dactyloscopidae) \| \| \| \| |
|  | |
|  | Hechtschleimfische (Chaenopsidae)                                                                       |
|  | |
|  | Sandsterngucker (Dactyloscopidae)                                                                       |
|  | |

|  | Hechtschleimfische (Chaenopsidae) |
|  |                                   |
|  | Sandsterngucker (Dactyloscopidae) |
|  |                                   |

|  | Beschuppte Schleimfische (Labrisomidae)                                                                 |
|  | |
|  | \| \| Hechtschleimfische (Chaenopsidae) \| \| \| \| \| \| Sandsterngucker (Dactyloscopidae) \| \| \| \| |
|  | |
|  | Hechtschleimfische (Chaenopsidae)                                                                       |
|  | |
|  | Sandsterngucker (Dactyloscopidae)                                                                       |
|  | |

|  | Hechtschleimfische (Chaenopsidae) |
|  |                                   |
|  | Sandsterngucker (Dactyloscopidae) |
|  |                                   |

|  | Beschuppte Schleimfische (Labrisomidae)                                                                 |
|  | |
|  | \| \| Hechtschleimfische (Chaenopsidae) \| \| \| \| \| \| Sandsterngucker (Dactyloscopidae) \| \| \| \| |
|  | |
|  | Hechtschleimfische (Chaenopsidae)                                                                       |
|  | |
|  | Sandsterngucker (Dactyloscopidae)                                                                       |
|  | |

|  | Hechtschleimfische (Chaenopsidae) |
|  |                                   |
|  | Sandsterngucker (Dactyloscopidae) |
|  |                                   |

|  | Beschuppte Schleimfische (Labrisomidae)                                                                 |
|  | |
|  | \| \| Hechtschleimfische (Chaenopsidae) \| \| \| \| \| \| Sandsterngucker (Dactyloscopidae) \| \| \| \| |
|  | |
|  | Hechtschleimfische (Chaenopsidae)                                                                       |
|  | |
|  | Sandsterngucker (Dactyloscopidae)                                                                       |
|  | |

|  | Hechtschleimfische (Chaenopsidae) |
|  |                                   |
|  | Sandsterngucker (Dactyloscopidae) |
|  |                                   |

|  | Beschuppte Schleimfische (Labrisomidae)                                                                 |
|  | |
|  | \| \| Hechtschleimfische (Chaenopsidae) \| \| \| \| \| \| Sandsterngucker (Dactyloscopidae) \| \| \| \| |
|  | |
|  | Hechtschleimfische (Chaenopsidae)                                                                       |
|  | |
|  | Sandsterngucker (Dactyloscopidae)                                                                       |
|  | |

|  | Hechtschleimfische (Chaenopsidae) |
|  |                                   |
|  | Sandsterngucker (Dactyloscopidae) |
|  |                                   |

|  | Beschuppte Schleimfische (Labrisomidae)                                                                 |
|  | |
|  | \| \| Hechtschleimfische (Chaenopsidae) \| \| \| \| \| \| Sandsterngucker (Dactyloscopidae) \| \| \| \| |
|  | |
|  | Hechtschleimfische (Chaenopsidae)                                                                       |
|  | |
|  | Sandsterngucker (Dactyloscopidae)                                                                       |
|  | |

|  | Hechtschleimfische (Chaenopsidae) |
|  |                                   |
|  | Sandsterngucker (Dactyloscopidae) |
|  |                                   |

|  | Beschuppte Schleimfische (Labrisomidae)                                                                 |
|  | |
|  | \| \| Hechtschleimfische (Chaenopsidae) \| \| \| \| \| \| Sandsterngucker (Dactyloscopidae) \| \| \| \| |
|  | |
|  | Hechtschleimfische (Chaenopsidae)                                                                       |
|  | |
|  | Sandsterngucker (Dactyloscopidae)                                                                       |
|  | |

|  | Hechtschleimfische (Chaenopsidae) |
|  |                                   |
|  | Sandsterngucker (Dactyloscopidae) |
|  |                                   |

|  | Beschuppte Schleimfische (Labrisomidae)                                                                 |
|  | |
|  | \| \| Hechtschleimfische (Chaenopsidae) \| \| \| \| \| \| Sandsterngucker (Dactyloscopidae) \| \| \| \| |
|  | |
|  | Hechtschleimfische (Chaenopsidae)                                                                       |
|  | |
|  | Sandsterngucker (Dactyloscopidae)                                                                       |
|  | |

|  | Hechtschleimfische (Chaenopsidae) |
|  |                                   |
|  | Sandsterngucker (Dactyloscopidae) |
|  |                                   |

|  | Beschuppte Schleimfische (Labrisomidae)                                                                 |
|  | |
|  | \| \| Hechtschleimfische (Chaenopsidae) \| \| \| \| \| \| Sandsterngucker (Dactyloscopidae) \| \| \| \| |
|  | |
|  | Hechtschleimfische (Chaenopsidae)                                                                       |
|  | |
|  | Sandsterngucker (Dactyloscopidae)                                                                       |
|  | |

|  | Hechtschleimfische (Chaenopsidae) |
|  |                                   |
|  | Sandsterngucker (Dactyloscopidae) |
|  |                                   |

|  | Beschuppte Schleimfische (Labrisomidae)                                                                 |
|  | |
|  | \| \| Hechtschleimfische (Chaenopsidae) \| \| \| \| \| \| Sandsterngucker (Dactyloscopidae) \| \| \| \| |
|  | |
|  | Hechtschleimfische (Chaenopsidae)                                                                       |
|  | |
|  | Sandsterngucker (Dactyloscopidae)                                                                       |
|  | |

|  | Hechtschleimfische (Chaenopsidae) |
|  |                                   |
|  | Sandsterngucker (Dactyloscopidae) |
|  |                                   |

|  | Beschuppte Schleimfische (Labrisomidae)                                                                 |
|  | |
|  | \| \| Hechtschleimfische (Chaenopsidae) \| \| \| \| \| \| Sandsterngucker (Dactyloscopidae) \| \| \| \| |
|  | |
|  | Hechtschleimfische (Chaenopsidae)                                                                       |
|  | |
|  | Sandsterngucker (Dactyloscopidae)                                                                       |
|  | |

|  | Hechtschleimfische (Chaenopsidae) |
|  |                                   |
|  | Sandsterngucker (Dactyloscopidae) |
|  |                                   |

|  | Beschuppte Schleimfische (Labrisomidae)                                                                 |
|  | |
|  | \| \| Hechtschleimfische (Chaenopsidae) \| \| \| \| \| \| Sandsterngucker (Dactyloscopidae) \| \| \| \| |
|  | |
|  | Hechtschleimfische (Chaenopsidae)                                                                       |
|  | |
|  | Sandsterngucker (Dactyloscopidae)                                                                       |
|  | |

|  | Hechtschleimfische (Chaenopsidae) |
|  |                                   |
|  | Sandsterngucker (Dactyloscopidae) |
|  |                                   |

|  | Beschuppte Schleimfische (Labrisomidae)                                                                 |
|  | |
|  | \| \| Hechtschleimfische (Chaenopsidae) \| \| \| \| \| \| Sandsterngucker (Dactyloscopidae) \| \| \| \| |
|  | |
|  | Hechtschleimfische (Chaenopsidae)                                                                       |
|  | |
|  | Sandsterngucker (Dactyloscopidae)                                                                       |
|  | |

|  | Hechtschleimfische (Chaenopsidae) |
|  |                                   |
|  | Sandsterngucker (Dactyloscopidae) |
|  |                                   |

|  | Beschuppte Schleimfische (Labrisomidae)                                                                 |
|  | |
|  | \| \| Hechtschleimfische (Chaenopsidae) \| \| \| \| \| \| Sandsterngucker (Dactyloscopidae) \| \| \| \| |
|  | |
|  | Hechtschleimfische (Chaenopsidae)                                                                       |
|  | |
|  | Sandsterngucker (Dactyloscopidae)                                                                       |
|  | |

|  | Hechtschleimfische (Chaenopsidae) |
|  |                                   |
|  | Sandsterngucker (Dactyloscopidae) |
|  |                                   |

|  | Beschuppte Schleimfische (Labrisomidae)                                                                 |
|  | |
|  | \| \| Hechtschleimfische (Chaenopsidae) \| \| \| \| \| \| Sandsterngucker (Dactyloscopidae) \| \| \| \| |
|  | |
|  | Hechtschleimfische (Chaenopsidae)                                                                       |
|  | |
|  | Sandsterngucker (Dactyloscopidae)                                                                       |
|  | |

|  | Hechtschleimfische (Chaenopsidae) |
|  |                                   |
|  | Sandsterngucker (Dactyloscopidae) |
|  |                                   |

|  | Beschuppte Schleimfische (Labrisomidae)                                                                 |
|  | |
|  | \| \| Hechtschleimfische (Chaenopsidae) \| \| \| \| \| \| Sandsterngucker (Dactyloscopidae) \| \| \| \| |
|  | |
|  | Hechtschleimfische (Chaenopsidae)                                                                       |
|  | |
|  | Sandsterngucker (Dactyloscopidae)                                                                       |
|  | |

|  | Hechtschleimfische (Chaenopsidae) |
|  |                                   |
|  | Sandsterngucker (Dactyloscopidae) |
|  |                                   |

|  | Beschuppte Schleimfische (Labrisomidae)                                                                 |
|  | |
|  | \| \| Hechtschleimfische (Chaenopsidae) \| \| \| \| \| \| Sandsterngucker (Dactyloscopidae) \| \| \| \| |
|  | |
|  | Hechtschleimfische (Chaenopsidae)                                                                       |
|  | |
|  | Sandsterngucker (Dactyloscopidae)                                                                       |
|  | |

|  | Hechtschleimfische (Chaenopsidae) |
|  |                                   |
|  | Sandsterngucker (Dactyloscopidae) |
|  |                                   |

|  | Beschuppte Schleimfische (Labrisomidae)                                                                 |
|  | |
|  | \| \| Hechtschleimfische (Chaenopsidae) \| \| \| \| \| \| Sandsterngucker (Dactyloscopidae) \| \| \| \| |
|  | |
|  | Hechtschleimfische (Chaenopsidae)                                                                       |
|  | |
|  | Sandsterngucker (Dactyloscopidae)                                                                       |
|  | |

|  | Hechtschleimfische (Chaenopsidae) |
|  |                                   |
|  | Sandsterngucker (Dactyloscopidae) |
|  |                                   |

Wie das Kladogramm zeigt, sind die Familien Chaenopsidae und Labrisomidae nicht monophyletisch.